# Шоу побачень
Шоу побачень або дейтинг-шоу — телевізійні ігрові шоу з чіткими правилами про знайомства і побачення. Герої та героїні шоу беруть участь тільки у виборі пари у грі — для побудови відносин. Важливою особливістю всіх ігрових знайомств є те, що учасники мають мало або взагалі ніяких попередніх знань одне про одного, і пізнають одне одного тільки через гру. Як правило, учасниці та учасники не одружені.

## В Україні
- Серця трьох
- Холостяк (реаліті-шоу)
- Кохання без кордонів

## Критика
Як і в інших іграх, результати даного виду діяльності є відкритими для фальсифікації (за аналогією з договірними матчами в футболі), що може призвести до розчарування серед учасників.